# Підкопай Іван Якович
Іван Якович Підкопай (1919 — 10 грудня 1943 року) — командир роти автоматників 39-го гвардійського стрілецького полку (13-а гвардійська стрілецька дивізія, 5-а гвардійська армія, Степовий фронт). Гвардії капітан, Герой Радянського Союзу.

## Біографія
Народився в 1919 році в селі Безлюдівка, нині селище міського типу Харківського району Харківської області України, в селянській родині. Українець. Освіта неповна середня. Працював у колгоспі.
У Червоній Армії з 1939 року. На фронті у німецько-радянській війні з серпня 1941 року. У складі 6-ї повітряно-десантної бригади 3-го повітряно-десантного корпусу у серпні 1941 року брав участь в боях під Києвом. У вересні 1941 року корпус був перекинутий під Конотоп (Сумська область), увійшов до складу 40-ї армії Південно-Західного фронту і вів оборонні бої на річці Сейм. У подальшому частини корпусу з боями відходили в напрямку Курська, потрапили в оточення. Після виходу з оточення в листопаді 1941 року 3-й повітряно-десантний корпус був переформований у 87-му стрілецьку дивізію, а 6-та повітряно-десантна бригада — у 96-й стрілецький полк. Дивізія вела бойові дії в районі міста Тім (80 кілометрів на південний схід від Курська). За мужність і стійкість, проявлені в цих боях, наказом Верховного Головнокомандувача від 19 січня 1942 року 87-а стрілецька дивізія була перетворена в 13-ту гвардійську стрілецьку дивізію, 96-й стрілецький полк було перетворено на 39-й гвардійський стрілецький полк.
У березні — липні 1942 року дивізія в складі військ 38-ї армії (з 20 квітня — 28-ї армії) Південно-Західного фронту вела важкі оборонні та наступальні бої на харківському і валуйсько-розсошанському напрямках, а також у великому вигині Дону. У критичний момент боїв за Сталінград 14 вересня 1942 року, коли нацистські війська вийшли до Волги, і 2-я армія виявилася відрізаною від 64-ї армії, 13-а гвардійська стрілецька дивізія генерал-майора Родимцева була перекинута з Резерву Ставки на її посилення. Після переправи через Волгу дивізія з ходу контратакувала противника і вибила його з центру міста, а 16 вересня і з Мамаєва кургану.
У цих боях за Сталінград командир роти автоматників гвардії лейтенант Іван Підкопай неодноразово проявляв зразки мужності і героїзму. 23 вересня 1942 року противник вклинився в стик між лініями оборони 34-го і 39-го гвардійських стрілецьких полків. Виникла загроза оточення штабу полку. Рота гвардії лейтенанта Підкопая стрімкою атакою відкинула гітлерівців, знищивши при цьому близько 20 солдатів і офіцерів ворога. У ніч на 1 жовтня 1942 противник прорвав оборону 34-го полку і вийшов до Волги. Знову виникла загроза захоплення штабу полку. Комендантський взвод вів бій у 250—300 метрах від командного пункту. На допомогу сусідам була кинута резервна рота Підкопая, яка протягом години відновила положення, знищивши при цьому 15 і взявши в полон одного гітлерівця. 15 жовтня під час важких вуличних боїв рота відбила чотири атаки гітлерівців. 
23 листопада 1942 року гвардії лейтенант Підкопай вміло організував наступ на будівлю школи по вулиці Сонячній в Сталінграді. Незважаючи на сильний артилерійський і мінометний вогонь, рота закидала гранатами розміщений там німецький гарнізон і вибила його з будівлі. Намагаючись відновити становище, противник зробив кілька контратак, але всі вони були відбиті. 28 січня 1943 року за знищення оточеного угруповання противника в районі заводу «Червоний Жовтень» рота Івана Підкопая зайняла південно-східні схили висоти 107,5 і відбила кілька ворожих атак, знищивши при цьому до 30 ворожих солдатів і офіцерів. За бої в Сталінграді І. Я. Підкопай був нагороджений орденом Червоної Зірки, медаллями «За відвагу» і «За бойові заслуги».
Після знищення гітлерівського угруповання в Сталінграді 13-а гвардійська стрілецька дивізія в лютому 1943 року була виведена на поповнення і повернулася на фронт у липні 1943 року, де в складі 5-ї гвардійської армії брала участь у Курській битві. В цих боях знову відзначився І. Я. Підкопай.
3 серпня 1943 року при прориві оборонної смуги противника в районі села Задільне (нині — Яковлівський район Бєлгородської області) рота гвардії капітана Підкопая знищила 27 ворожих солдатів і одного офіцера. 7 серпня під час знищення оточених військ противника в районі села Головчино (Грайворонський район Бєлгородської області) окремими групами ворога вдалося просочитися через бойові порядки в район командного пункту полку та штабу дивізії. Гвардії капітан Іван Підкопай зі своєю ротою вступив у бій з ворогом, розбив групи, що просочилися, знищивши при цьому 93 солдата і одного офіцера ворога, а 12 офіцерів взяв у полон. 12 серпня 1943 року в бою у районі села Крисине (Харківська область) його підрозділ знищив до роти піхоти супротивника. За ці бої був нагороджений орденом Олександра Невського.
Надалі 13-а гвардійська стрілецька дивізія брала участь у вигнані нацистських окупантів з Лівобережної України. За бої під Полтавою вона була удостоєна почесного найменування «Полтавської». Потім було звільнене місто Кременчук і 29 вересня війська 5-ї гвардійської армії вийшли до Дніпра. Спроби форсування річки спочатку успіху не мали.

## Подвиг

Облікова картка до партійного квитка

У ніч на 3 жовтня 1943 року командир роти автоматників 39-го гвардійського стрілецького полку гвардії капітан Підкопай разом з підлеглими під обстрілом ворога переправився через Дніпро в районі села Власівка (Світловодський район Кіровоградської області). Рота зуміла просунути на 400 метрів від берегової межі, але через високу щільність вогню противника була змушена залягти. Перебуваючи на відкритій місцевості в пісках, рота з 3 по 8 жовтня відбила чотири ворожі контратаки. 8 жовтня, коли в роті залишилося 17 осіб, І. Я. Підкопай раптової атакою оволодів рядом бліндажів і зайняв околицю лісу. Своїми діями він забезпечив переправу батальйонів полку без втрат.
Гвардії капітан І. Я. Підкопай загинув у бою 10 грудня 1943 року. Похований у братській могилі в селищі міського типу Нова Прага Олександрійського району Кіровоградської області України.

## Нагороди і пам'ять

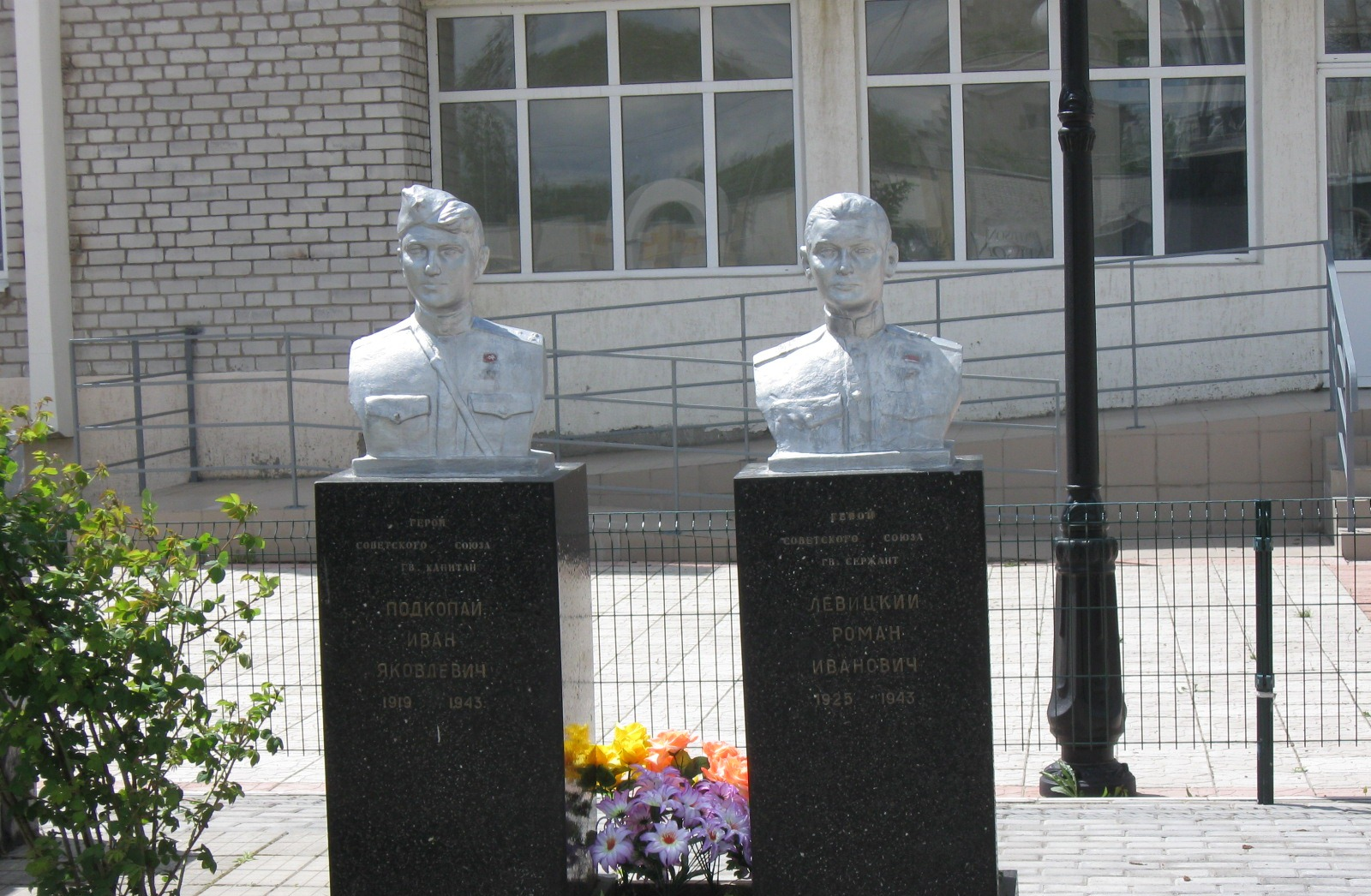
Бюсти героям Левицькому та Підкопаю біля селищної ради Безлюдівської громади

Указом Президії Верховної Ради СРСР від 22 лютого 1944 року за мужність, відвагу і героїзм, проявлені в боротьбі з нацистськими окупантами, гвардії капітану Підкопаю Івану Яковичу присвоєно звання Героя Радянського Союзу (посмертно).
Нагороджений орденами Леніна (22.02.1944, посмертно), Олександра Невського (14.09.1943), Червоної Зірки, медалями «За відвагу» (28.11.1942) і «За бойові заслуги» (09.10.1942).
Іменем І. Я. Підкопая названі в селищах Безлюдівка і Нова Прага вулиці, а також Безлюдівський юридичний ліцей; в селищі Безлюдівка біля селищної ради та в юридичному ліцеї встановлено бюсти Підкопая; на будівлі школи, де він навчався, а також на будинку, де він мешкав, раніше були меморіальні дошки.